# Наруто: Ураганни хроники
Наруто: Ураганни хроники (на японски: ナルト 疾風伝, буквално Наруто: Ураганни хроники) (също познато като Наруто: Шипууден и често наричано ІІ част) е японска манга, създадена (написана и илюстрирана) от Масаши Кишимото с адаптация на аниме. Това е и продължение на хитовата манга и аниме поредица Наруто.

## Сюжет
Внимание:  Текстът по-долу разкрива сюжета на произведението (или части от него)!
Главният герой – Наруто Узумаки, е силен, непредсказуем и смел нинджа, в тийнейджърска възраст. Мечтата му е да стане Хокаге (най-силният нинджа на Селото скрито в Листата). Сюжетът, този път, е по-стандартен от Наруто (в него той беше обладан от лисицата-демон Кюби).
Тук главното нещо, определящо сюжета е обещанието на Наруто пред Сакура Харуно и себе си, че ще върне Саске Учиха, който тръгва преди 3 години заедно с Орочимару, търсещ сила да убие своя по-голям брат - Итачи Учиха, който е избил целият клан Учиха. Освен преследването на Саске тук виждаме много повече неща за организацията Акатсуки, която е главен антагонист във ІІ част. Тя е съставена от тесен кръг много силни шинобита (в който кръг е и Итачи Учиха), които имат за главна цел да съберат силата на всичките опашати демони. Искат да възродят 10 опашатия демон Джюби. Наруто е преследван от тях и е в голяма опасност. За да се подготви той напуска селото, за да тренира с Джирая. През това време Сакура става ученик на Тсунаде, а Саске тренира с Орочимару. Тримата члена на отбор 7 тренират под ръководството на легендарните Саннини. През трите години, които не се проследяват нито в мангата, нито в анимето, Наруто научава много нови техники, които се разкриват по време на историята. По време на сериите, Какаши Хатаке обучава Наруто да контролира чакрата си и вследствие на това, Наруто развива Расеншурикен - Расенган смесен с вятърна чакра каквато е на Наруто.
 Но Пеин който в действителност е Яахико (той умря) който е 1-вият лидер и основател на Акацки. Нагато- 2-рият лидер на Акацки, владее Риненган и с него контролира Пеин (Яахико)! Пеин уби Джирая ! След това Тсунаде и Наруто бяха толкова съсипани, че Наруто вдигна война с Пеин (Наруто победи и стана герой на селото) Джирая, Тсунаде и Орочимару преди са били в един и същи отбор. Членове на Акацки: Нагато, Яахито, Конан, Тоби, Итачи, Дейдара, Сасори, Орочимару и др. Тоби всъщност е съученикът на Какаши Хатаке Обито Учиха. След това Тоби обявява на воина на 5-те велики села и това е началото на четвъртата велика нинджа война като акатцки използват за армия съживени от гроба хора чрез техниката едо-тенсей. По време на воината Наруто овладява чакрата на лисицата демон и става много по-силен.

## „Наруто: Ураганни хроники“ в България
Анимето се излъчва в Япония на японски език, но може да се намери и в български сайтове като vbox7. Всеки новоизлязъл епизод (от || част – Shippuuden) се превежда с български субтитри, а | част преди се дублираше по Джетикс, но не бяха дублирани всички епизоди и излъчването беше прекратено след старта на Дисни Ченъл. Анимето се води по манга, която също лесно може да се намери в интернет.